# Charadrius falklandicus
El chorlito de doble collar o chorlitejo malvinero (Charadrius falklandicus) es una especie de ave charadriiforme de la familia Charadriidae. Se distribuye por Argentina, Brasil, Chile, Uruguay y en las Islas Malvinas. Ha sido también observado en las costas del sur del Perú.

## Hábitat
Cría en Tierra de Fuego, Malvinas y la Patagonia desde donde emigra durante el invierno al resto de su área de distribución. Habita en las  playas del mar, lagunas y ríos, en especial en los ambientes salobres.

## Descripción
Mide 16 cm de longitud. El plumaje de las partes superiores es marrón grisáceo, con una franja blanca entre la frente y el pico; con la cola negruzca y las puntas de la cola negra. Las partes inferiores son blancas, con dos collares, uno entre la garganta y el pecho y otro entre el pecho y el vientre, más nítidoes en el macho. En época de reposo sexual los collares son del color de las partes superiores y en época reproductiva el doble collar es negro y la coloración de una banda en la cabeza sobre la frente es parda. El pico y las patas son negros.

## Alimentación
Se alimenta de pequeños Invertebrados que captura en las playas o en aguas muy someras.